# Trina Michaels

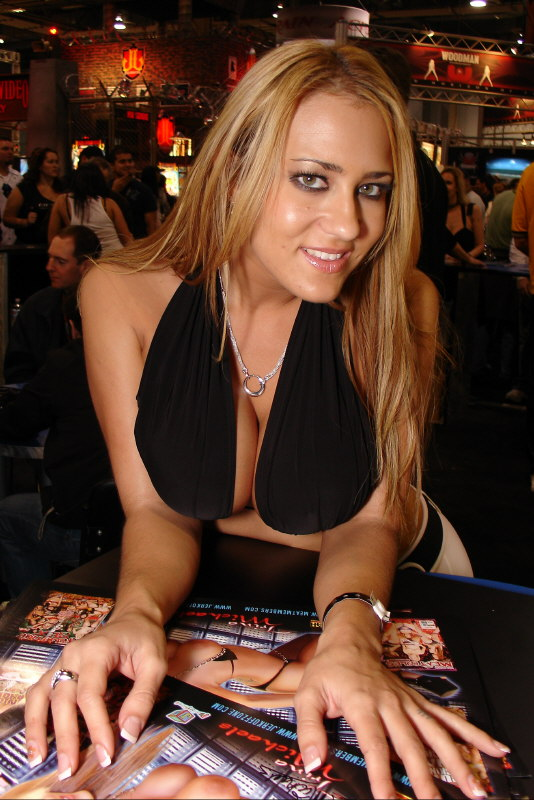
Trina Michaels (2007)

Trina Michaels (* 13. Januar 1983 als Kathryn Ann Wallace in San Francisco, Kalifornien) ist eine US-amerikanische Pornodarstellerin und Wrestling-Show-Managerin.

## Karriere
Vor dem Einstieg ins Pornofilmgeschäft arbeitete sie in der Schadensabteilung einer Autoversicherung und als Kellnerin. Sie führte ihre erste Szene im Mai 2004 auf.
Michaels heiratete, noch bevor sie ins Pornofilmgeschäft einstieg. Im Januar 2008 verkündete sie, dass sie ihr Hochzeitsgelübde auf dem Parkett der AVN Adult Entertainment Expo erneuern würde.
2007 spielte sie im preisgekrönten Film Upload eine Rolle. Laut IAFD hat sie in 622 Filmen mitgespielt (Stand: Mai 2016) und führte Regie im Film Dick Hunters.
Sie spielte in einigen Episoden der Ultimate Surrender-Webseite mit.
Mittlerweile war Trina Michaels siebenmal für den AVN Award nominiert.

## Filmografie (Auswahl)
- 2005: Big Mouthfuls 8
- 2005: College Invasion 7
- 2005: Jack’s Playground 19
- 2005: No Man’s Land 40
- 2006: Fuck
- 2007: Upload
- 2007: The Violation of… Trina Michaels
- 2008: Big Ass Fixation 3
- 2010: Brazzers Live 5: Ultimate Surrender
- 2010: Tug Jobs 18
- 2012: Big Tits in Uniform 8
- 2012: Big Tits in Sports 9

## Nominierungen für Auszeichnungen

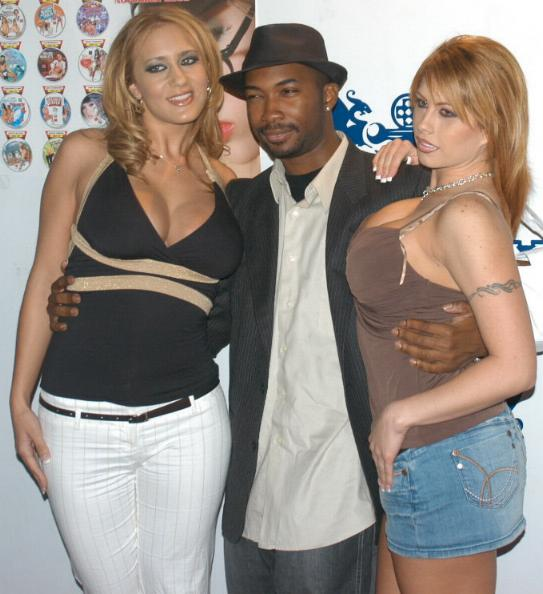
Trina Michaels mit Tee Reel und Brooke Haven auf einer Party (2007)

- 2006: AVN-Award-Nominierung – Best New Starlet
- 2006: AVN-Award-Nominierung – Best Threeway Sex Scene (Sex Fiends 2 – nominiert mit Steve Holmes und John Strong)[4]
- 2007: AVN-Award-Nominierung – Best Anal Sex Scene in a Film (FUCK – nominiert mit Sean Michaels und Mr. Marcus)[5]
- 2007: AVN-Award-Nominierung – Best Group Sex Scene in a Film (FUCK – nominiert mit Sean Michaels und Mr. Marcus)[5]
- 2007: Cover Girl of the Month im November[6]
- 2008: AVN-Award-Nominierung – Best Anal Scene und Best Unsung Starlet
- 2008: AVN-Award-Nominierung – Unsung Starlet of the Year
- 2008: FAME-Award-Finalist – Most Underrated Star
- 2011: AVN-Award-Nominierung – Crossover Star of the Year